# Corbeil-Essonnes
Corbeil-Essonnes is een gemeente in het Franse departement Essonne in de regio Île-de-France. De gemeente telde 53.712 inwoners op 1 januari 2022. De plaats maakt deel uit van het  arrondissement Évry.

## Geschiedenis
De gemeente Corbeil-Essonnes is ontstaan in 1951 na het samengaan van de toenmalige gemeenten Corbeil-sur-Seine en Essonnes. Tot 1971 was Corbeil-Essonnes onderprefectuur van het departement Seine-et-Oise. In 1966 werd het rooms-katholieke bisdom Corbeil opgericht en werd de kerk Saint-Spire een kathedraal. De bisschoppelijke residentie was wel in Saint-Germain-lès-Corbeil. In 1989 kreeg het bisdom de naam Évry – Corbeil-Essonnes en werd Saint-Spire de co-kathedraal.

## Geografie
De oppervlakte van Corbeil-Essonnes bedroeg op 1 januari 2022 11,01 vierkante kilometer; de bevolkingsdichtheid was toen 4.878,5 inwoners per km².
De gemeente ligt aan de Seine. De Essonne stroomt door de gemeente en mondt er uit in de Seine.
De onderstaande kaart toont de ligging van Corbeil-Essonnes met de belangrijkste infrastructuur en aangrenzende gemeenten.

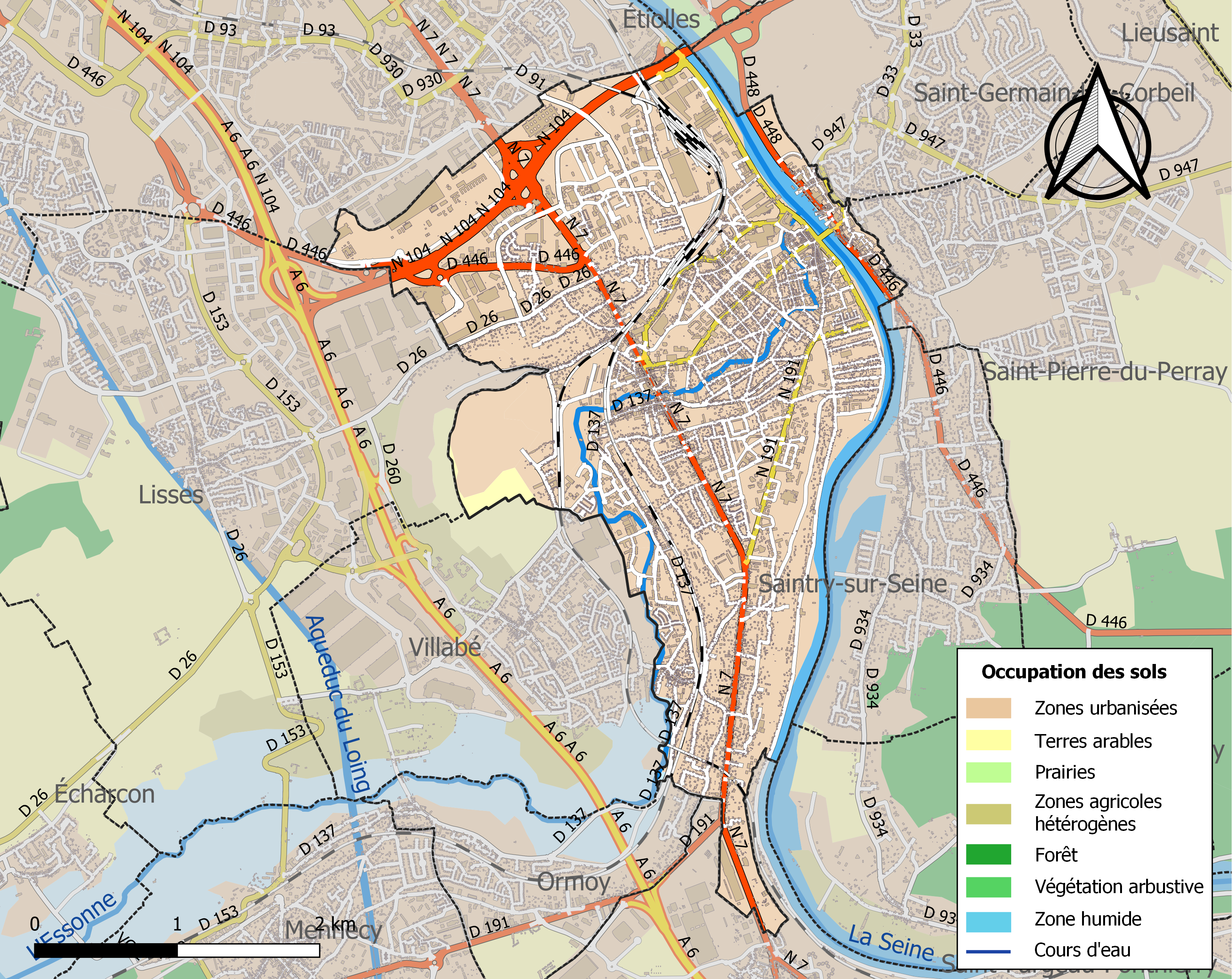

## Demografie
Onderstaande figuur toont het verloop van het inwonertal (bron: INSEE-tellingen).

## Bezienswaardigheden
- Voormalige kerk Saint-Jean-en-L’Isle (Commanderie Saint-Jean, 12e-13e eeuw), nu een tentoonstellingsruimte
- Kathedraal Saint-Spire (14e eeuw)
- Poort van het voormalig klooster van Saint-Spire
- Kerk Saint-Étienne van Essonnes (12e-13e eeuw)
- Grands Moulins, industrieel erfgoed uit de 19e eeuw

## Partnerstad
- Sindelfingen (Duitsland), sinds 1958

## Bekende inwoners van Corbeil-Essonnes

### Geboren
- Auguste Bluysen (1868-1952), architect en decorateur
- Claude Dauphin (1903-1978), acteur
- Jean-Paul Brouchon (1938-2011), sportjournalist
- Frank Braley (1968), pianist
- Maxime Baca (1983), voetballer
- Hadi Sacko (1994), voetballer

### Overleden
- Ingeborg van Denemarken (1180-1236), de tweede vrouw van koning Filips II van Frankrijk
- Félicien Rops (1833-1898), Belgisch graficus, schilder en karikaturist[4]
- Anne Desclos (1907-1998), journaliste en romanschrijfster (Histoire d'O)